# Laura (Uruguai)
Laura (també conegut com a Poblado Laura) és una localitat de l'Uruguai, ubicada a l'est del departament de Tacuarembó. Limita al sud-est amb Cerro Largo.
Es troba a 135 metres sobre el nivell del mar. Té una població aproximada de 719 habitants.